# پادشاه تای ژو
پادشاه تای از ژو (به چینی: 周太王) یا گوگونگ دانفو (به چینی:‌ 古公亶父) رهبر قدرتمند طایفه ژو در زمان دودمان شانگ بود. نتیجه او، فا، در آینده شانگ را فتح کرد و دودمان ژو را بنیان نهاد.

## نام
"پادشاه تای" نام پسامرگ او بود که توسط فرزندانش به او داده شد. او در طول زندگی خود هرگز پادشاه نبود. به عنوان مثال، او قبلاً به عنوان حاکم دانفوی پیر (گوگونگ دانفو) شناخته می شد، به عنوان مثال، در کتاب شی چینگ. گهگاه، چند اندیشور از او به عنوان جی دانفو یاد می کنند و به نام خانوادگی او جی (姬) اشاره می کنند.

## تاریخچه
در سرودهای خانوادگی ثبت شده در شی چینگ، خانواده جی از تولد معجزه آسای قهرمان فرهنگ دودمان شیا و مقام دربار هوجی، که ناشی از قدم گذاشتن مادرش در ردپای ایزد شانگدی، ردیابی می‌شود. شیجی در عوض هوجی را پسر امپراتور کو می‌داند، که خانواده‌اش را به امپراتور زرد منصوب می‌کند و گاهی نام خانوادگی ژو نیز به او داده می‌شود.
سیما چیان ادامه می‌دهد که پسر هوجی، بوژو، زندگی درباری و خانواده‌اش در تای را رها می‌کند و ظاهراً زندگی عشایری مانند قبایل رونگ و دی را در اطراف شیا آغاز می‌کند. پسرش جو این کار را قبل از اینکه حاکم لیو مردمش را در محلی به نام بین اسکان دهد؛ ادامه داد. فرمانروایان بین به‌عنوان چینگجیه (慶節)، هوانگپو (皇仆)، چایفو (差弗)، هویو (毀隃)، گونگفی (公非)، گائویو (高圉)، یایو (亞圉) و گونگشو زولی (公叔祖類) ذکر شدند.
رونق بن منجر به حملات مردم متخاصم رونگ، دی و شونیو (薰育 / 獯鬻) شد. پس از اینکه چهار تلاش برای خرید آنها شکست خورد، حاکم پیر از رهبری مردمش به نبرد خودداری کرد اما در عوض خانواده خود را به دامنه کوه چیشان در دره وی منتقل کرد. پس از اینکه انتخاب او توسط استخوان‌های پیشینیانشان تأیید شد، سایر مردمی که در بین زندگی می‌کردند، غارها و کلبه‌هایی را که به آنجا فرار کرده بودند ترک کردند و به دنبال آنها رفتند و شهری جدید با یک قصر رسمی، معبد اجدادی و محراب بنا کردند. موفقیت سریع مکان جدید باعث شد که قبایل همسایه یو و روئی به جای حمله به ژو بپیوندند.

## آیندگان
او از همسرش، بانو جیانگ، سه پسر‌ به نام‌های تایبو، ژونگ‌یانگ و جیلی داشت. ادعا می‌شود که ژونگ یانگ جد پادشاهان وو و جیلی، جد پادشاهان ژو هستنند. بعدها، ژاپن نیز مدعی تایبو شد.